# (236851) Chenchikwan
(236851) Chenchikwan est un astéroïde de la ceinture principale.

## Description
(236851) Chenchikwan est un astéroïde de la ceinture principale. Il fut découvert le 15 septembre 2007 à l'observatoire de Lulin par Chi-Sheng Lin et Ye Quan-Zhi. Il présente une orbite caractérisée par un demi-grand axe de 2,65 UA, une excentricité de 0,17 et une inclinaison de 1,1° par rapport à l'écliptique.

## Compléments